# Wolfgang Urchs
Wolfgang Urchs (* 2. September 1922 in München; † 3. September 2016 ebenda) war ein deutscher Regisseur.

## Leben
Wolfgang Urchs, Sohn des Tropenarztes Oswald Urchs, wuchs in Niederländisch-Guayana und Indien auf. Er erlangte sein Abitur an einem süddeutschen Internat. Nach einem Studium in Grafikmalerei an der Kunsthochschule Wien und Stuttgart, arbeitete er als Karikaturist bei der Süddeutschen Zeitung. Seit 1963 produzierte er Animationen u. a. für die Mainzelmännchen und gehörte zu den Pionieren des deutschen Zeichentrickfilms, führte u. a. Regie und schrieb Drehbücher.
Sein erster frei finanzierter Zeichentrickfilm war 1962 Die Gartenzwerge, welcher in Zusammenarbeit mit Boris von Borresholm und Peter Schamoni entstand. Die Filminhalte waren zumeist sozialkritischer Natur: in Die Pistole von 1963 muss sich das Hauptwesen des Trickfilms mit einer wahllos schießenden Pistole auseinandersetzen, wohingegen der Hauptcharakter des Films Die Maschine von 1966 zum Ende hin von ebendieser vormals praktischen Maschine aufgefressen wird.
Einer seiner bekanntesten Zeichentrickfilme ist Peterchens Mondfahrt aus dem Jahr 1990.
Urchs gehörte der Gruppe junger Filmemacher an, die 1962 das Oberhausener Manifest verfassten, und gilt als einer der Begründer des Jungen deutschen Films. 1963 erhielt er in der Kategorie Kultur- und Dokumentarfilme einen Deutschen Filmpreis. Sein Film Kontraste wurde 1964 mit dem Silbernen Bären und 1966 sein Film Maschine mit dem Filmband in Gold für Kurzfilme ausgezeichnet.
1975 gründete er die TC Filmstudio GmbH & Co. Trickfilm KG mit Sitz in München, mit der er 1990 Peterchens Mondfahrt produzierte und die Ende 2011 aufgelöst wurde. Jürgen Richter war zeitweise sein Mitarbeiter.
Er war mit Dagmar Kekulé (zeitweise Kekulé-Urchs), der Schwester Sylvia Kekulés und späteren Witwe Norbert Kückelmanns, verheiratet. Der Ehe enstammete Sohn Markus. Kekulés vor der Ehe geborener Sohn, der Virologe Alexander Kekulé, führte, als Stiefsohn Urchs, zeitweise den Namen Urchs.

## Filmografie (Auswahl)

### Regie
- 1971: Fräulein von Stradonitz in memoriam
- 1985, 1989: Janoschs Traumstunde

### Regie und Kamera
- 1962: Die Gartenzwerge[9]

### Regie und Drehbuch
- 1964: Kontraste[10]

- 1968: Zeit für Träumer (Drehbuch gemeinsam mit seiner Ehefrau Dagmar Kekulé)
- 1988: In der Arche ist der Wurm drin[10]
- 1990: Peterchens Mondfahrt[10]

### Regie und Produzent
- 1962: Das Unkraut[11]

### Kamera
- 1964/65: Der heisse Frieden (Regie: Ferdinand Khittl, gemeinsam mit Hal Clay)[10]

## Auszeichnungen
- 1963: Bundesfilmpreis für "Die Pistole" (dotiert mit 42.000 DM)